# Тбилисское сельское поселение
Тбилисское сельское поселение — муниципальное образование в Тбилисском районе Краснодарского края России.
В рамках административно-территориального устройства Краснодарского края ему соответствует Тбилисский сельский округ.
Административный центр — станица Тбилисская.

## Население
| 2010    | 2012    | 2013    | 2014    | 2015    | 2016    | 2017    |
| ------- | ------- | ------- | ------- | ------- | ------- | ------- |
| 29 478  | ↘29 429 | ↘29 327 | ↗29 373 | ↗29 474 | ↗29 548 | ↘29 535 |
| 2018    | 2019    | 2020    | 2021    | 2023    |         |         |
| ↗29 546 | ↗29 581 | ↘29 580 | ↗29 863 | ↘29 361 |         |         |

## Населённые пункты
| № | Населённый пункт | Тип населённого пункта | Население (чел.) |
| - | ---------------- | ---------------------- | ---------------- |
| 1 | Восточный        | посёлок                | ↘273             |
| 2 | Горский          | посёлок                | ↘41              |
| 3 | Мирный           | посёлок                | ↘169             |
| 4 | Октябрьский      | посёлок                | ↗1399            |
| 5 | Первомайский     | посёлок                | ↘287             |
| 6 | Северин          | хутор                  | ↘1801            |
| 7 | Тбилисская       | станица                | ↗25 650          |
| 8 | Терновый         | посёлок                | ↘191             |

## Местное самоуправление
Главы сельского поселения
- Сергей Владимирович Радченко